# Clube Atlético Bandeirantes
O Clube Atlético Bandeirantes foi uma agremiação esportiva da cidade de São Carlos, fundada a 25 de janeiro de 1941 e extinto em abril de 1965. As cores do clube, eram o encarnado, o branco e o azul celeste, e o mascote era o "Bandeirante" (sertanista).

## História
Foi fundado em 25 de janeiro de 1941 como amador, pelo Senhor Masadi (Mario) Tagata (da colônia japonesa), depois o clube juntou-se ao Bonsucesso FC, ao Vila Elizabeth FC e ao CE União para disputar o Campeonato Amador do Estado em 1955, e para chegar ao profissionalismo em 1956; quando disputou por nove anos seguidos o Campeonato Paulista da segunda e terceira divisões. Com essas incorporações o clube passou a ser tricolor com a inclusão do azul celeste.
Em 1960, numa manobra política a Federação Paulista de Futebol, usando de uma "norma" sobre quantidade de população de municípios na época, resignou o clube a disputar o "Campeonato Paulista de Terceira Divisão de 1960", onde permaneceu até 1964. 
Ainda em 1965, em jogo oficial, o Bandeirantes recebeu a Saltense pelo grupo da morte para permanência na 2.ª Divisão de 1965, e empatou em 1 a 1, em 14 de fevereiro de 1965. Posteriormente em jogo oficial, o Bandeirantes, em jogo eliminatório para a permanência do clube na 2.ª Divisão de 1965. O jogo foi em Igarapava contra o Igarapava, que venceu o Bandeirantes por 4 a 2, em 21 de fevereiro de 1965.
Após ter disputado um rebolo de descenso em 1965, no qual foi rebaixado, aconteceu que o clube que permaneceu não tinha estádio em condições para continuar disputando o campeonato, aí a cidade de São Carlos se moveu econômica e politicamente para colocar o clube novamente no campeonato, mas com a definição do seu presidente à época de não continuar, em abril de 1965 o clube foi extinto; assim sendo o São Carlos Clube substituiu o Bandeirantes no campeonato de 1965.

### Futebol amador
Disputou durante vários anos, campeonatos amadores de São Carlos, e foi vice-campeão em 1949, quando o CE União foi o bicampeão.
Jogadores de 1941
Dori, Ivo (*), Nicola, Rene, Toninho, Osmar, Mauro, Didi, Nélio, Jorge (Japão), Aldo.
- Presidente: Masadi (Mario) Tagata
- Diretor: Cury

### Futebol profissional
É o pioneiro do futebol profissional em São Carlos, e até hoje reconhecido como um clube que jamais poderia ter sido extinto, por ter levado o nome da cidade a todos os lugares do estado e do país, principalmente quando bateu o Santos FC de Pelé e do técnico Lula, no dia 4 de novembro de 1957, por 3 gols a 0, em jogo comemorativo pelo centenário de fundação da cidade, sendo que um dos gols foi "olímpico" feito por Rui Denucci, e a brilhante marcação de Fabião em cima de Pelé, em jogo realizado no Estádio Paulista.
- Súmula do jogo:
  - O Bandeirantes jogou com Lito Mariutti (*), (Flávio); Jarbas e Kelé, Viana, Fabião e Bibi, Cabelo, Wilson Pimentel (Duque), Ademar Ferrari, Zé Luís e Rui Denucci. Técnico: Santo Sapeiro. No banco, Orlando e Clayton; Nelson Ienco não foi relacionado para o jogo devido à lesão durante o treino da equipe de São Carlos.
  - O Santos jogou com Manga; Mauro (Giovani) e Mourão; Feijó, Brauner e Urubatão (Darci); Baiano (Dorval) (Afonsinho), Jair Rosa Pinto, Pagão, Pelé (Ciro) e Ciro (Urubatão). Técnico: Lula.
  - Árbitro: Antônio Assunção Pereira[5]
  - Gols: Rui aos 3', Rui aos 10' (olímpico) e Zé Luís aos 33'.
  - Renda: Cr$
  - Estádio: Paulista

Em 4 de novembro de 1960, o Bandeirantes fez um amistoso em comemoração ao aniversário da cidade contra o São Paulo e foi batido por 3 gols a 0.
- Súmula do jogo:
  - Bandeirantes: Fia, Laerte (Jarbas), Diomedes, Percy, Palico, Fábio, Euzébio, Domiccio, Vivaldo, Luizinho e Lacerda (Rui Denucci) - Técnico: Monteiro
  - São Paulo: Poy (Albertino), Ademar (Olímpio), Vilázio e Riberto (Salvador); Sátiro (Roberto Dias) e Gérsio (Sérgio); Aílton, Dino Sani (Jonas), Paulo (Saulo), Gonçalo (Gino) e Roberto (Agenor) - Técnico: Flávio Costa e Gérsio.
  - Árbitro: Albino Zanferrari
  - Gols: Fábio (contra) aos 25', Jonas aos 60' e Gino aos 88'.
  - Renda: Cr$ 210.000,00
  - Estádio: Paulista

Como foi a extinção
Em abril de 1965, o Bandeirantes através de seu presidente José Tibúrcio do Prado Neto, informou à imprensa que o clube estava saindo do futebol e sendo extinto; o que lamentavelmente acabou acontecendo.
Primeiro jogo do clube como profissional
Em 13 de agosto de 1956 aconteceu no Estádio do Paulista, o primeiro jogo oficial de campeonato profissional, no qual enfrentou a Sociedade Esportiva Sanjoanense, jogo que terminou 2 a 2, e o Bandeirantes formou com os seguintes jogadores: Julio Delamano (goleiro), Gilberto, Bibi, Hugo Ferrari, Orlando e Luiz Marques, Gomes, Américo, Jorjão, Ademar Ferrari e Carlinhos. Técnico: Santo Sapeiro.

### Outros jogos
- Em 7 de abril de 1957 para inaugurar o novo "estádio e gramado", o Bandeirantes fez um jogo amistoso contra o Palmeiras no Estádio do Paulista, jogo vencido pelo Palmeiras por 5 gols a 3.
- Em 22 de agosto de 1957, o Bandeirantes fez um jogo amistoso contra a Ferroviária no Estádio Fonte Luminosa em Araraquara na comemoração dos 140 anos do aniversário da cidade, e venceu espetacularmente o "esquadrão" que a Ferroviária possuía, por 2 gols a 1.
- Em 6 de outubro de 1957 um outro amistoso, o Bandeirantes fez um jogo contra o Palmeiras no Estádio Paulista, jogo vencido pelo Palmeiras por 5 gols a 1.

### Mando de jogos
- Em parte dos anos de 1956, o Bandeirantes mandou a maioria de seus jogos no Campo do Palmeirinha da Vila Nery que pertencia a Comissão Central de Esportes - CCE, pois o Estádio do Paulista estava em reformas para receber os Jogos Abertos do Interior de 1957.
- No ano de 1964, seu último ano no futebol, o clube mandou alguns dos seus jogos no Estádio Rui Barbosa.

Campeonatos disputados
- Segunda divisão 1956, 1957, 1958 e 1959 - (1959 renegado para a terceira)
- Terceira divisão 1960, 1961, 1962, 1963 e 1964 - (1965 o clube foi extinto)

Plantel de 1956 e 1957
- Julio Delamano(*), Gilberto, Bibi, Hugo Ferrari, Orlando e Luiz Marques, Gomes, Américo, Jorjão, Ademar Ferrari e Carlinhos (time do primeiro jogo profissional, no início de 1956).
- Oscar(*), Lito Mariutti(*), Jarbas(*), Fia(*), Jarbas, Orlando, Quelé, Viana, Bibi, Fabião, Cabelo, Wilson Pimentel, Ademar Ferrari, Rui Denucci, Clayton, Rubens Ribeiro, Zé Luiz, Dulphe De Cunto[8] e Nelson Ienco. Técnicos: Ismael Rosseti, Tito Salles, José Andrade[9][10] e "Santo Geraldo Netto" (Santo Sapeiro).

Times base de 1958 e 1959
- Julio(*), Valdir e Diomedes; Jarbas, Lula e Bibi; Maurinho, Rui Denucci, Jorge, Ferrari e Gomes.
- Caibar(*), Sete, Dios e Quilé; Breda e Jorge; Roberto, Velho, Dolfão, Wilson e Almir. Técnico: Mario

Time base de 1960
- Marinho Block, Zelino, Macalé(*), Bibi, Laerte Ramos e Gole, Canchim, Flávio, Tuta, Bigola e Tampinha.
- Dionedes, Orlando, Santana, Laerte Ramos, Bibi, Armando(*), Chico Preto, Gradin, Rui Denucci, Diamante e Maurinho. Técnico: Monteiro.

Time base de 1961
- Fumaça, Santana, Macalé(*), Pacau(*), Laerte Ramos, Preta, Gole, Tampinha, Rui Denucci, Tuta, Luizinho, Carlito. Técnicos: Paulo de Campos e Ugo Sebastian Ferrari.

Time base de 1964
- Otacílio(*), Walter José, Jarbas, e Laerte Dias; Eduardo e Cairo, Nori, Delém, Deci, Elson e Valdir. Técnico: Zuza e Preparador físico: Zé Índio.

(*) goleiro

## Competições disputadas

### Campeonato Amador de São Carlos de 1948 - L.S.F.
- CE União 3–2 Bandeirantes (jogo do campeonato amador de 1948)
- Vice-campeão Amador de São Carlos - 1949

### Campeonato Amador do Interior de São Paulo de 1955 - Zona 3 – Setor 13
Participantes
- Estrela da Bela Vista (São Carlos)
- Ararense (Araras)
- Palmeirense (Santa Cruz das Palmeiras)
- União (Pirassununga)
- SER Usina São João (Araras)
- Comercial (Araras)
- Clube Atlético Bandeirantes (São Carlos)
- Expresso São Carlos (São Carlos)
- Porto Ferreira FC (Porto Ferreira)
- Pirassununguense (Pirassununga)

Primeira fase - Primeiro turno
- 10 de julho de 1955 - Bandeirantes 0–2 Pirasununguense
- 10 de julho de 1955 - Ararense 3–0 Estrela da Bela Vista
- 10 de julho de 1955 - União 4–5 Usina São João
- 10 de julho de 1955 - Palmeirense 3–0 Comercial
- 10 de julho de 1955 - Porto Ferreira ?–? Expresso São Carlos
- 17 de julho de 1955 - Usina São João 3–1 Bandeirantes
- 17 de julho de 1955 - Porto Ferreira 2–0 Estrela da Bela Vista
- 17 de julho de 1955 - Comercial 2–0 União
- 17 de julho de 1955 - Pirasununguense 4–1 Palmeirense
- 17 de julho de 1955 - Expresso São Carlos 2–2 Ararense[17]
- 24 de julho de 1955 - Bandeirantes 4–1 Comercial[18]
- 24 de julho de 1955 - Ararense 1–1 Pirasununguense
- 24 de julho de 1955 - Porto Ferreira 1–1 Usina São João
- 24 de julho de 1955 - União ?–? Estrela da Bela Vista
- 24 de julho de 1955 - Palmeirense ?–? Expresso São Carlos
- 31 de julho de 1955 - Expresso São Carlos 2–1 Estrela da Bela Vista[19]
- 31 de julho de 1955 - Pirasununguense 2–0 União
- 31 de julho de 1955 - Usina São João 0–1 Ararense
- 31 de julho de 1955 - Comercial 1–1 Porto Ferreira
- 31 de julho de 1955 - Palmeirense ?–? Bandeirantes (transferido)
- 7 de agosto de 1955 - Bandeirantes 0-1 Expresso São Carlos[20]
- 7 de agosto de 1955 - Ararense 1–0 Palmeirense
- 7 de agosto de 1955 - Usina São João 4–0 Estrela da Bela Vista
- 7 de agosto de 1955 - Comercial 4–2 Pirasununguense (amistoso, o jogo oficial foi tranferido para 7 de setembro de 1955)
- 7 de agosto de 1955 - Porto Ferreira ?–? União (transferido)
- 14 de agosto de 1955 - Palmeirense ?–? Porto Ferreira
- 14 de agosto de 1955 - Estrela da Bela Vista 2–4 Bandeirantes[21]
- 14 de agosto de 1955 - Expresso 4–2 Pirassununguense
- 14 de agosto de 1955 - União 3–1 Ararense
- 14 de agosto de 1955 - Comercial 4–2 Usina São João
- ?? de agosto de 1955 - Expresso São Carlos 1–0 Bandeirantes
- 21 de agosto de 1955 - Bandeirantes 4–3 União[22]
- 21 de agosto de 1955 - Expresso São Carlos 2–0 Comercial
- 21 de agosto de 1955 - Ararense 2–1 Porto Ferreira
- 21 de agosto de 1955 - Usina São João 2–4 Palmeirense
- 21 de agosto de 1955 - Pirasununguense 5–2 Estrela da Bela Vista
- 28 de agosto de 1955 - Palmeirense 1–2 Expresso São Carlos (jogo virou amistoso)[23]
- 28 de agosto de 1955 - Comercial 3–2 Ararense
- 28 de agosto de 1955 - Pirasununguense 7–2 Usina São João
- 28 de agosto de 1955 - Estrela da Bela Vista ?–? Bandeirantes
- 28 de agosto de 1955 - Porto Ferreira ?–? União
- 4 de setembro de 1955 - Ararense ?–? Bandeirantes[24][25]
- 4 de setembro de 1955 - Estrela da Bela Vista 1–1 Comercial[26]
- 4 de setembro de 1955 - Usina São João ?–? Expresso São Carlos
- 4 de setembro de 1955 - Porto Ferreira 1–1 Pirassununguense
- 4 de setembro de 1955 - União ?–? EC Palmeirense
- 7 de setembro de 1955 - Pirasununguense 2–2 Comercial
- 7 de setembro de 1955 - Palmeirense ?–? Expresso São Carlos (em Porto Ferreira)

Primeira fase - Segundo turno
- 11 de setembro de 1955 - Estrela da Bela Vista 1–3 Ararense
- 11 de setembro de 1955 - Pirassununguense 4–0 Bandeirantes
- 11 de setembro de 1955 - Usina São João 6–0 União
- 11 de setembro de 1955 - Comercial 3–0 Palmeirense
- 11 de setembro de 1955 - Expresso ?–? Porto Ferreira
- 18 de setembro de 1955 - União 2–5 Comercial[27]
- 18 de setembro de 1955 - Bandeirantes 2–1 Usina São João
- 18 de setembro de 1955 - Ararense 0–1 Expresso
- 18 de setembro de 1955 - Palmeirense 2–2 Pirassununguense
- 18 de setembro de 1955 - Porto Ferreira ?–? Estrela da Bela Vista
- 25 de setembro de 1955 - Pirassununguense 4–0 Ararense[28]
- 25 de setembro de 1955 - Expresso São Carlos 6–2 União[29]
- 25 de setembro de 1955 - Comercial 1–0 Bandeirantes
- 25 de setembro de 1955 - Palmeirense ?–? Estrela da Bela Vista
- 25 de setembro de 1955 - Usina São João 4–1 Porto Ferreira
- 2 de outubro de 1955 - Estrela da Vista 3–2 Expresso[30]
- 2 de outubro de 1955 - Ararense 0–0 Usina São João
- 2 de outubro de 1955 - União 2–2 Pirasununguense
- 2 de outubro de 1955 - Porto Ferreira 1–3 Comercial
- 2 de outubro de 1955 - Bandeirantes ?–? Palmeirense
- 9 de outubro de 1955 - Estrela da Bela Vista 3–2 Usina São João
- 9 de outubro de 1955 - Palmeirense 0–1 Ararense
- 9 de outubro de 1955 - União ?–? Porto Ferreira
- 9 de outubro de 1955 - Expresso São Carlos 3–0 Bandeirantes[31]
- 9 de outubro de 1955 - Comercial 3–1 Pirasununguense
- 16 de outubro de 1955 - Estrela da Bela Vista 4–2 Bandeirantes[32]
- 16 de outubro de 1955 - Ararense 5–1 União
- 16 de outubro de 1955 - Pirasununguense 1–0 Expresso São Carlos
- 16 de outubro de 1955 - Usina São João 1–1 Comercial
- 16 de outubro de 1955 - Porto Ferreira ?–? Palmeirense
- 23 de outubro de 1955 - Estrela da Vista 4–1 Pirasununguense[33]
- 23 de outubro de 1955 - Usina São João 5–3 Palmeirense
- 23 de outubro de 1955 - Porto Ferreira 1–0 Ararense
- 23 de outubro de 1955 - União ?–? Bandeirantes
- 23 de outubro de 1955 - Comercial 1–0 Expresso São Carlos
- 30 de outubro de 1955 - Bandeirantes 0–0 Porto Ferreira[34]
- 30 de outubro de 1955 - Expresso São Carlos 3–0 Palmeirense[35]
- 30 de outubro de 1955 - Ararense 2–1 Comercial
- 30 de outubro de 1955 - União ?–? Estrela da Bela Vista
- 30 de outubro de 1955 - Usina São João 4–3 Pirasununguense
- 6 de novembro de 1955 - Bandeirantes 3–0 Ararense
- 6 de novembro de 1955 - Expresso São Carlos 2–0 Usina São João
- 6 de novembro de 1955 - Pirasununguense 4–1 Porto Ferreira
- 6 de novembro de 1955 - Comercial ?–? Estrela da Bela Vista
- 6 de novembro de 1955 - Palmeirense ?–? União
- 13 de novembro de 1955 - Comercial 3–2 Estrela da Bela Vista

Classificação
- 1º) Comercial

Segunda Fase - Participantes
- Comercial (Araras)
- Vasco da Gama (Americana)
- Usina Iracema (Iracemápolis)
- Corinthians (Casa Branca)

Segunda fase - Primeiro turno
- 11 de dezembro de 1955 - Vasco da Gama 1–8 Comercial
- 18 de dezembro de 1955 - Comercial 3–1 Corinthians
- 8 de janeiro de 1956 - Usina Iracema 4–1 Comercial

Segunda fase - Segundo turno
- 15 de janeiro de 1956 - Comercial 5–0 Vasco da Gama
- 22 de janeiro de 1956 - Corinthians 3–3 Comercial
- 29 de janeiro de 1956 - Comercial 1–0 Usina Iracema

### Campeonato Amador do Interior de São Paulo de 1956 - Zona 7 – Setor 21[36]
Primeira fase - Primeiro turno
- 17 de junho de 1956 - Expresso 4–0 Estrela[37]
- 17 de junho de 1956 - Bandeirantes 2–1 Ferroviários
- 24 de junho de 1956 - Estrela 1–1 Bandeirantes
- Estrela 2–1 Ferroviários
- Bandeirantes 4–3 Expresso
- 29 de julho de 1956 - Expresso 3–1 Ferroviários[38]

Primeira fase - Segundo turno
- 5 de agosto de 1956 - Expresso 3–0 Estrela[39]
- 5 de agosto de 1956 - Bandeirantes 4–1 Ferroviários
- Estrela 3–1 Ferroviários
- 26 de agosto de 1956 - Bandeirantes 4–1 Estrela (Jogo que desclassificou o Estrela)[40]
- 2 de setembro de 1956 - Bandeirantes 1–0 Expresso[41][42]
- 16 de setembro de 1956 - Expresso WOx0 Ferroviários[43]

Classificação
- 1º) Bandeirantes 1 pp- campeão do Setor 21[44][45][46]
- 2º) Expresso 4 pp
- 3º) Estrela 7 pp
- 4º) Ferroviários 12 pp

Segunda fase - Primeiro turno
- 7 de outubro de 1956 - Comercial (Araras) 3–1 Bandeirantes
- 14 de outubro de 1956 - Bandeirantes 3–2 C.A.P. (Pirassununga)[47]
- 21 de outubro de 1956 - C.A.P. (Pirassununga) 4–2 Comercial (Araras)

Segunda fase - Segundo turno
- 4 de novembro de 1956 - Bandeirantes 2–5 Comercial (Araras)
- 11 de novembro de 1956 - C.A.P. (Pirassununga) 8–1 Bandeirantes
- 18 de novembro de 1956 - Comercial (Araras) 4–1 C.A.P. (Pirassununga)

### Campeonato Amador do Interior de São Paulo de 1957 - Zona 14 – Setor??[48]
Campeões das zonas
- Expresso São Carlos - campeão Zona 14

Terceira fase
- 6 de outubro de 1957 - Expresso São Carlos ?–? CA Ipiranga (Jaú) - de manhã[50][51][52]
- 13 de outubro de 1957 - CA Ipiranga (Jaú) ?–? Expresso São Carlos[53]
- 20 de outubro de 1957 - Ferroviária (Pindamonhangaba) 2–0 Expresso São Carlos[54]

CA Ipiranga - classificado

### Campeonato Amador do Interior de São Paulo de 1958 - Zona 15 – Setor 22[55]
Participantes
- CA Bandeirantes
- Expresso São Carlos EC
- Estrela da Bela Vista EC
- São Bento EC
- Palmeiras EC
- Ferroviários EC
- Ribeirão Bonito EC

Alguns jogos
- 22 de junho de 1958 - Ribeirão Bonito 7–1 Ferroviários[56]
- 10 de agosto de 1958 - Ribeirão Bonito 3–2 Estrela da Bela Vista[57]

### Taça do Estado de São Paulo de 1962 - F.P.F.
Alguns resultados da 1.ª Taça
- 18 de fevereiro de 1962 - Bandeirantes 4–3 SER Usina São João
- 25 fevereiro de 1962 - SER Usina São João 2–0 Bandeirantes
- 18 de março de 1962 - XV de Novembro de Jaú 1–4 SER Usina São João[58]
- 25 de março de 1962 - SER Usina São João 4–1 XV de Novembro de Jaú[59]
- 15 de abril de 1962 - SER Usina São João 0–1 São Paulo (São Paulo)
- 18 de abril de 1962 - São Paulo (São Paulo) 3–1 SER Usina São João

## Disputas de campeonatos ano a ano

### Segunda Divisão

#### 1956 - 2.ª divisão - Série Cafeeira (1.ª fase - 3.º lugar com 14 pontos ganhos)
Primeiro turno
- 13 de agosto de 1956 - Bandeirantes 2–2 Sanjoanense (primeiro jogo profissional oficial do clube)[60]
- 20 de agosto de 1956 - Francana 1–0 Bandeirantes
- 26 de agosto de 1956 - Bandeirantes 3–2 Inter Limeira[61]
- 3 de setembro de 1956 - Radium 2–2 Bandeirantes[62]
- 10 de setembro de 1956 - Batatais 4–1 Bandeirantes[43][44][63]
- 17 de setembro de 1956 - Fortaleza 1–1 Bandeirantes[64][65]
- 24 de setembro de 1956: Bandeirantes 0–1 Botafogo FC[66][67]

Segundo turno
- 7 de outubro de 1956 - Bandeirantes 2–0 Batatais[68]
- 14 de outubro de 1956 - Sanjoanense 1–2 Bandeirantes[69][70]
- 21 de outubro de 1956 - Bandeirantes 4–1 Fortaleza[71][72]
- 28 de outubro de 1956 - Bandeirantes 2–2 Radium[73]
- 4 de novembro de 1956: Botafogo FC 5–1 Bandeirantes
- 11 de novembro de 1956 - Inter Limeira 5–2 Bandeirantes
- 18 de novembro de 1956 - Bandeirantes 2–1 Francana

Classificação - Pontos ganhos
- 1.º Botafogo FC (Ribeirão Preto) 26 (classificado)
- 2.º AA Francana (Franca) 17 (classificado)
- 3.º Radium FC (Mococa) 14
- 3.º CA Bandeirantes (São Carlos) 14
- 5.º AA Internacional (Limeira) 11
- 5.º Batatais FC (Batatais) 11
- 7.º SE Sanjoanense (São João da Boa Vista)10
- 8.º Fortaleza EC (Barretos) 09

#### 1957 - 2.ª divisão - Série C (1.ª fase - 4.º lugar com 24 pontos ganhos)
Primeiro turno
- 28 de abril de 1957: Bandeirantes 2–1 ADA (jogo anulado)[74]
- 5 de maio de 1957: Bandeirantes 1–0 Catanduva[75]
- 12 de maio de 1957: Sanjoanense 2–2 Bandeirantes[76]
- 18 de maio de 1957: Bandeirantes 5–2 Jaboticabal[77][78]
- 26 de maio de 1957: Fortaleza 1–1 Bandeirantes
- 2 de junho de 1957: Bandeirantes 2–3 Taquaritinga[79]
- 9 de junho de 1957: Bandeirantes 2–1 Batatais[80]
- 16 de junho de 1957: Inter Bebedouro 1–0 Bandeirantes[81]
- 23 de junho de 1957: Barretos 3–2 Bandeirantes[82]
- 30 de junho de 1957: Bandeirantes 2–0 Comercial-RP[83]
- 7 de julho de 1957: Folga
- 14 de julho de 1957: Francana 5–1 Bandeirantes[84][85]
- 21 de julho de 1957: Radium 2–2 Bandeirantes[86]

Segundo turno
- 28 de julho de 1957: ADA 0–1 Bandeirantes (jogo anulado)
- 4 de agosto de 1957: Catanduva 5–1 Bandeirantes[87]
- 11 de agosto de 1957: Bandeirantes 4–0 Sanjoanense[88]
- 18 de agosto de 1957: Jaboticabal 0–0 Bandeirantes (em Taquaritinga)[89]
- 25 de agosto de 1957: Bandeirantes 6–2 Fortaleza (em pesquisa)
- 1 de setembro de 1957: Taquaritinga 3–1 Bandeirantes[90]
- 8 de setembro de 1957: Batatais 5–2 Bandeirantes[91]
- 15 de setembro de 1957: Bandeirantes 1–2 Inter Bebedouro[92]
- 22 de setembro de 1957: Bandeirantes 2–0 Barretos[93]
- 29 de setembro de 1957: Comercial-RP 0–2 Bandeirantes ou 01/10?
- 6 de outubro de 1957: Folga
- 13 de outubro de 1957: Bandeirantes 3–0 Francana[94]
- 20 de outubro de 1957: Bandeirantes 3–2 Radium[95]

Classificação - Pontos ganhos
- 1.º CA Taquaritinga (Taquaritinga) 36 (classificado)
- 2.º Catanduva EC (Catanduva) 31 (classificado)
- 3.º EC Barretos (Barretos) 26
- 4.º CA Bandeirantes (São Carlos) 24
- 5.º Jaboticabal Atlético (Jaboticabal) 22
- 6.º Comercial FC (Ribeirão Preto) 21
- 7.º AA Internacional (Bebedouro) 20
- 7.º AA Francana (Franca) 20
- 9.º SE Sanjoanense (São João da Boa Vista) 19
- 9.º Radium FC (Mococa) 19
- 11.º Fortaleza EC (Barretos) 14
- 12.º Batatais FC (Batatais) 12
- 13.º AD Araraquara (Araraquara) 00 (abandonou)

#### 1958 - 2.ª divisão - Grupo Branco (1.ª fase - 8.º lugar com 8 pontos ganhos)
Primeiro turno
- 8 de junho de 1958: São Bento 3–1 Bandeirantes[96][97]
- 15 de junho de 1958: Bandeirantes 1–6 Comercial FC[98]
- 22 de junho de 1958: Folga
- 29 de junho de 1958: Bandeirantes 0–6 Ituano[99]
- 6 de julho de 1958: Folga
- 13 de julho de 1958: Folga
- 20 de julho de 1958: Bandeirantes 2–3 Paulista
- 27 de julho de 1958: Mogiana 4–2 Bandeirantes
- 3 de agosto de 1958: Bandeirantes 2–1 Internacional
- 10 de agosto de 1958: Bandeirantes WO Avenida (remarcado para para 14 de setembro)[100][101]
- 17 de agosto de 1958: Folga
- 24 de agosto de 1958: Folga
- 31 de agosto de 1958: Sanjoanense 6–1 Bandeirantes[102]
- 7 de setembro de 1958: Folga (feriado)
- 14 de setembro de 1958: Bandeirantes 1–0 Avenida[103]

Segundo turno
- 21 de setembro de 1958: Internacional 7–3 Bandeirantes
- 28 de setembro de 1958: Paulista 5–2 Bandeirantes[104][105][106]
- 5 de outubro de 1958: Bandeirantes 2–6 Sanjoanense
- 12 de outubro de 1958: Folga
- 19 de outubro de 1958: Comercial FC 4–0 Bandeirantes[107][108][109]
- 26 de outubro de 1958: Folga
- 2 de novembro de 1958: Folga (feriado)[110]
- 9 de novembro de 1958: Avenida WO–0 Bandeirantes[111][112]
- 16 de novembro de 1958: São Carlos WO–0 Mogiana[113]
- 23 de novembro de 1958: Folga
- 30 de novembro de 1958: Folga
- 7 de dezembro de 1958: Ituano 2–2 Bandeirantes
- 14 de dezembro de 1958: Folga
- 21 de dezembro de 1958: Bandeirantes 2–2 São Bento[114][115][116]
- 28 de dezembro de 1958: Folga

Classificação - Pontos ganhos
- 1.º EC São Bento (Sorocaba) 27 (classificado)
- 2.º Paulista FC (Jundiaí) 25 (classificado)
- 3.º Comercial FC (Ribeirão Preto) 23 (classificado)
- 4.º AA Internacional (Limeira) 15
- 5.º SE Sanjoanense (São João da Boa Vista) 14
- 6.º CA Ituano (Itu) 13
- 7.º EC Mogiana (Campinas) 12
- 8.º CA Bandeirantes (São Carlos) 08
- 9.º AA Avenida (Salto) 07

#### 1959 - 2.ª divisão - Série Vicente Ítalo Feola (1.ª fase - 5.º lugar com 16 pontos ganhos)
Primeiro turno
- 24 de maio de 1959: Bragantino 7–1 Bandeirantes
- 31 de maio de 1959: Bandeirantes 1–0 Inter de Limeira
- 7 de junho de 1959: Mogiana 0–3 Bandeirantes
- 14 de junho de 1959: Bandeirantes 2–0 Ituano
- 21 de junho de 1959: Estrada Sorocabana 3–1 Bandeirantes
- 28 de junho de 1959: Avenida 5–1 Bandeirantes (cancelado)[117]
- 5 de julho de 1959: Bandeirantes 1–2 São Bento
- 12 de julho de 1959: Bandeirantes 2–1 Paulista
- 19 de julho de 1959: Bandeirantes 2–1 Saltense

Segundo turno
- 16 de agosto de 1959: Bandeirantes 2–2 Bragantino
- 23 de agosto de 1959: Inter Limeira 1–2 Bandeirantes
- 30 de agosto de 1959: Bandeirantes 1–1 Estrada
- 6 de setembro de 1959: São Bento 8–0 Bandeirantes
- 13 de setembro de 1959: Saltense 7–5 Bandeirantes
- 18 de setembro de 1959: Bandeirantes ?–? Avenida (cancelado)
- 27 de setembro de 1959: Bandeirantes 1–1 Mogiana (no Estádio Rui Barbosa)
- 11 de outubro de 1959: Ituano WO–0 Bandeirantes[118]
- 18 de outubro de 1959: Paulista 1–4 Bandeirantes (em Campinas)[119]

Classificação - Pontos ganhos
- 1.º CA Bragantino (Bragança Paulista) 25 (classificado)
- 2.º EC São Bento (Sorocaba) 21 (classificado)
- 3.º Paulista FC (Jundiaí) 21
- 4.º Estrada de Ferro FC (Sorocaba) 17
- 5.º CA Bandeirantes (São Carlos) 16
- 6.º CA Ituano (Itu) 14
- 7.º AA Internacional (Limeira) 13
- 7.º AA Saltense (Salto) 13
- 9.º EC Mogiana (Campinas) 04
- 10.º AA Avenida (Salto) 00 (abandonou)

### Terceira divisão

#### 1960 - 3.ª divisão - Série Paulo Machado de Carvalho (1.ª fase)
Primeiro turno
- 5 de junho de 1960 - Inter Limeira 3–0 Bandeirantes
- 12 de junho de 1960 - Bandeirantes 3–0 Rio Preto
- 19 de junho de 1960 - Bandeirantes 1–1 Inter Bebedouro
- 26 de junho de 1960 - Barretos 1–0 Bandeirantes
- 3 de julho de 1960 - Bandeirantes 1–2 Francana
- 10 de julho de 1960 - Jaboticabal 1–1 Bandeirantes
- 17 de julho de 1960 - Bandeirantes 2–1 Fortaleza
- 24 de julho de 1960 - Folga
- 31 de julho de 1960 - Paulista 3–0 Bandeirantes

Segundo turno
- 7 de agosto de 1960 - Bandeirantes 0–0 Inter Limeira
- 14 de agosto de 1960 - Rio Preto 2–3 Bandeirantes
- 21 de agosto de 1960 - Inter Bebedouro 4–2 Bandeirantes
- 28 de agosto de 1960 - Bandeirantes 0–1 Barretos
- 4 de setembro de 1960 - Francana 0–3 Bandeirantes
- 11 de setembro de 1960 - Bandeirantes 2–0 Jaboticabal
- 18 de setembro de 1960 - Fortaleza 3–3 Bandeirantes
- 25 de setembro de 1960 - Folga
- 2 de outubro de 1960 - Bandeirantes 1–1 Paulista

Classificação - Pontos ganhos
- 1.º AA Internacional (Bebedouro) 21 (classificado)
- 2.º Paulista FC (Jundiaí) 20 (classificado)
- 3.º AA Internacional (Limeira) 19
- 4.º EC Barretos 17
- 5.º AA Francana 16
- 6.º CA Bandeirantes (São Carlos) 15
- 7.º Fortaleza (Barretos) 13
- 7.º Rio Preto EC 13
- 9.º Jaboticabal Atlético 10

#### 1961 - Torneio da Amizade
Equipes Participantes
- Associação Atlética Internacional (Limeira)
- Associação Atlética Ipiranga (Jundiaí)
- Catanduva Esporte Clube (Catanduva)
- Clube Atlético Bandeirantes (São Carlos)
- Esporte Clube São Bento (Sorocaba)
- Jaboticabal Atlético (Jaboticabal)
- Paulista Futebol Clube (Jundiaí)

Primeiro turno
- 05.02.1961
  - Paulista 3×2 São Bento
  - Bandeirantes 3×0 Catanduva
  - Internacional 4×2 Ipiranga
- 19.02.1961
  - Jaboticabal 3×0 Ipiranga
  - Paulista 2×1 Catanduva
  - São Bento 3×1 Internacional
- 26.02.1961
  - Bandeirantes 3×1 Jaboticabal
  - Catanduva 2×3 São Bento
  - Paulista 3×0 Ipiranga
- 05.03.1961
  - Ipiranga 1×2 Bandeirantes
  - Internacional 2×0 Paulista
  - Jaboticabal 2×2 Catanduva
- 12.03.1961
  - Jaboticabal 4×1 Paulista
  - Ipiranga 2×2 São Bento
  - Bandeirantes 1×1 Internacional
- 19.03.1961
  - Internacional 5×1 Catanduva
  - São Bento 5×1 Jaboticabal
  - Paulista 2×1 Bandeirantes
- 26.03.1961
  - Catanduva 3×2 Ipiranga
  - Jaboticabal 2×2 Internacional
  - Bandeirantes 1×0 São Bento

Segundo turno
- 02.04.1961
  - São Bento 4×0 Paulista
  - Catanduva 2×0 Bandeirantes
  - Ipiranga 1×2 Internacional
- 09.04.1961
  - Catanduva 0×3 Paulista
  - Ipiranga 2×0 Jaboticabal
  - Internacional 4×1 São Bento
- 16.04.1961
  - Ipiranga 1×0 Paulista
  - Jaboticabal 2×0 Bandeirantes
  - São Bento 4×1 Catanduva
- 23.04.1961
  - Catanduva 1×0 Jaboticabal
  - Bandeirantes 3×0 Ipiranga
  - Paulista 2×1 Internacional
- 30.04.1961
  - Internacional 3×0 Bandeirantes
  - São Bento 3×1 Ipiranga

Com o início dos campeonatos oficiais da Federação Paulista de Futebol, a competição foi suspensa não sendo apurado o campeão

#### 1961 - 3.ª divisão - Série Algodoeira (Foi a 2.ª fase, grupo João Mendonça Falcão)
Primeiro turno
- 28 de maio de 1961 - Inter Bebedouro 3–1 Bandeirantes
- 4 de junho de 1961 - Bandeirantes 2–1 Orlândia
- 11 de junho de 1961 - Taquaritinga 0–0 Bandeirantes
- 18 de junho de 1961 - Bandeirantes 1–1 Inter Limeira
- 25 de junho de 1961 - Ituveravense 3–2 Bandeirantes
- 2 de julho de 1961 - Velo Clube 2–4 Bandeirantes
- 9 de julho de 1961 - Bandeirantes 1–0 Radium
- 16 de julho de 1961 - Bandeirantes 2–1 Monte Azul
- 23 de julho de 1961 - Folga
- 30 de julho de 1961 -

Segundo turno
- 6 de agosto de 1961 - Folga
- 13 de agosto de 1961 - Orlândia 0–3 Bandeirantes
- 20 de agosto de 1961 - Bandeirantes 2–0 Velo Clube
- 27 de agosto de 1961 - Bandeirantes 4–3 Taquaritinga
- 7 de setembro de 1961 - Inter Limeira 3–0 Bandeirantes
- 10 de setembro de 1961 - Bandeirantes 2–1 Inter Bebedouro
- 17 de setembro de 1961 - Monte Azul 2–0 Bandeirantes
- 23 de setembro de 1961 - Radium 0–2 Bandeirantes (em Araras)
- 1 de outubro de 1961 - Bandeirantes 1–0 Ituveravense

Classificação - Pontos ganhos
- 1.º AA Internacional (Bebedouro) 24 (classificado)
- 2.º CA Bandeirantes (São Carlos) 22 (classificado)

Segunda fase - Grupo João Mendonça Falcão
- - 15 de outubro de 1961 - Estrela 5–2 Bandeirantes
  - 22 de outubro de 1961 - Bandeirantes 0–0 Inter Limeira
  - 29 de outubro de 1961 - Bandeirantes 4–2 Cerâmica
  - 12 de novembro de 1961 - Estrada 5–3 Bandeirantes
  - 19 de novembro de 1961 - Bandeirantes 4–1 Estrela
  - 26 de novembro de 1961 - Inter Limeira 7–2 Bandeirantes
  - 3 de dezembro de 1961 - Cerâmica 3–3 Bandeirantes
  - 17 de dezembro de 1961 - Bandeirantes 3–4 Estrada

#### 1962 - 3.ª divisão - Série João Havelange (1.ª fase)
Primeiro turno
- 12 de agosto de 1962 - Bandeirantes 1–1 Ituveravense
- 20 de agosto de 1962 - Inter Limeira 3–0 Bandeirantes
- 26 de agosto de 1962 - Folga
- 2 de setembro de 1962 - Bandeirantes 3–5 Usina São João
- 9 de setembro de 1962 - Inter Bebedouro 2–3 Bandeirantes
- 16 de setembro de 1962 - Bandeirantes 5–2 Palmeiras-SJBV
- 23 de setembro de 1962 - Monte Azul 3–2 Bandeirantes
- 30 de setembro de 1962 - Bandeirantes 3–0 Igarapava
- 7 de outubro de 1962 - Folga
- 14 de outubro de 1962 - Folga
- 21 de outubro de 1962 - Folga
- 28 de outubro de 1962 - Taquaritinga 6–0 Bandeirantes ?

Segundo turno
- 4 de novembro de 1962 - Ituveravense 4–1 Bandeirantes ?
- 11 de novembro de 1962 - Bandeirantes 3–1 Monte Azul
- 15 de novembro de 1962 - Usina São João 3–2 Bandeirantes ?
- 18 de novembro de 1962 - Igarapava 3–0 Bandeirantes
- 25 de novembro de 1962 - Bandeirantes 2–2 Inter Limeira
- 2 de dezembro de 1962 - Bandeirantes 1–3 Inter Bebedouro
- 9 de dezembro de 1962 - Folga
- 16 de dezembro de 1962 - Palmeiras-SJBV 3–1 Bandeirantes
- 20 de janeiro de 1963 - Folga
- 27 de janeiro de 1963 - Bandeirantes 5–2 Taquaritinga

Classificados do grupo para a 2.ª fase
- Inter Limeira (classificado)
- Gran São João (classificado)
- Usina São João (classificado)
- Ituveravense (classificado) - disputou com Taquaritinga partida extra em Ribeirão Preto
- Taquaritinga (classificado) - disputou com Ituveravense partida extra em Ribeirão Preto
  - Houve a classificação de 16 clubes para 2.ª fase, divididos em 4 séries (A, B, C e D)

#### 1963 - 3.ª divisão - 2.ª Série (1.ª fase)
Primeiro turno
- 1 de setembro de 1963: Bandeirantes 2–4 Olímpia
- 8 de setembro de 1963: Bandeirantes 2–1 Gran São João João
- 15 de setembro de 1963: Igarapava ?–? Bandeirantes
- 22 de setembro de 1963: Ituveravense 0–0 Bandeirantes
- 29 de setembro de 1963: Inter Limeira x Bandeirantes (Jogo adiado para 10 de novembro)
- 5 de outubro de 1963: Bandeirantes 3–0 Inter Bebedouro
- 13 de outubro de 1963: Folga
- 20 de outubro de 1963: Bandeirantes 2–4 Orlândia

Segundo turno
- 27 de outubro de 1963: Inter Bebedouro ?–? Bandeirantes
- 3 de novembro de 1963: Olímpia 4–0 Bandeirantes
- 10 de novembro de 1963: Inter Limeira 4–1 Bandeirantes
- 17 de novembro de 1963: Bandeirantes 0–2 Ituveravense
- 24 de novembro de 1963: Bandeirantes 0–1 Inter Limeira
- 1 de dezembro de 1963: Bandeirantes 1–3 Igarapava
- 8 de dezembro de 1963: Gran São João 3–1 Bandeirantes
- 15 de dezembro de 1963: Orlândia 3–0 Bandeirantes
- 22 de dezembro de 1963: Folga

Classificação - Pontos ganhos
- 1.º (classificado)
- 2.º (classificado)

#### 1964 - 3.ª divisão - 2.ª Série (1.ª fase - 11.º lugar com 30 p.p. e 10 p.g.)
Primeiro turno
- 25 de julho de 1964: Folga
- 2 de agosto de 1964: Usina São João 4–0 Bandeirantes
- 9 de agosto de 1964: Bandeirantes 0–2 Taquaritinga
- 16 de agosto de 1964: Palmeiras-SJBV 3–0 Bandeirantes
- 23 de agosto de 1964: Bandeirantes 2–1 Bauru AC
- 30 de agosto de 1964: Cerâmica Mogi 6–2 Bandeirantes
- 6 de setembro de 1964: Bandeirantes 4–2 Velo
- 13 de setembro de 1964: Botucatuense 3–0 Bandeirantes
- 20 de setembro de 1964: Bandeirantes 3–2 Inter Limeira (estádio Rui Barbosa)
- 27 de setembro de 1964: Itatiba 4–2 Bandeirantes
- 4 de outubro de 1964: Bandeirantes 0–0 Usina Santa Bárbara

Segundo turno
- 11 de outubro de 1964: Folga
- 18 de outubro de 1964: Bandeirantes 1–1 Usina São João
- 25 de outubro de 1964: Taquaritinga 5–0 Bandeirantes
- 1 de novembro de 1964: Bandeirantes 0–1 Palmeiras-SJBV (estádio do Paulista - briga e jogo suspenso)
- 8 de novembro de 1964: Bauru 4–1 Bandeirantes
- 15 de novembro de 1964: Bandeirantes 1–0 Cerâmica Mogi (em Rio Claro)
- 22 de novembro de 1964: Velo ?–? Bandeirantes ?
- 29 de novembro de 1964: Bandeirantes 0–3 Botucatuense
- 6 de dezembro de 1964: Inter Limeira 3–0 Bandeirantes
- 13 de dezembro de 1964: Bandeirantes 3–0 Itatiba
- 20 de dezembro de 1964: Usina Santa Bárbara ?–? Bandeirantes ?

Classificação - Pontos ganhos
- CA Taquaritinga (Taquaritinga) - classificado
- AA Internacional (Limeira) - classificado
- Palmeiras FC (São João da Boa Vista)
- Bauru AC (Bauru)
- SER Usina São João (Araras)
- Itatiba EC (Itatiba)
- AA Botucatuense (Botucatu)
- CA Usina Santa Bárbara (Santa Bárbara d'Oeste)
- AE Velo Clube Rioclarense (Rio Claro)
- Cerâmica Clube (Mogi Guaçu)
- CA Bandeirantes (São Carlos) - torneio da morte

1964/1965 - 3.ª divisão - Esse campeonato de 1964 que terminou em 1965, aconteceu um 'Torneio da Morte" em fevereiro de 1965. Os clubes que ficaram em último em cada uma séries de 1964; foramSaltense, Bandeirantes, Penapolense e Igarapava, participaram de uma disputa para ver quem seriam os dois rebaixados para a 3ª divisão, no qual o Bandeirantes e Penapolense foram rebaixados, mas como o Igarapava e Saltense não tinham estádios dentro do exigido pela FPF e com a extinção do Bandeirantes, o São Carlos Clube ocupou o lugar deste e o Penapolense tomou o lugar da Saltense.
Jogos
- Em 14 de fevereiro de 1965 - Bandeirantes 1–1 Saltense
- Em 14 de fevereiro de 1965 - Igarapava 2–1 Penapolense
- Em 21 de fevereiro de 1965 - Igarapava 4–2 Bandeirantes
- Em 21 de fevereiro de 1965 - Saltense 2–1 Penapolense

Classificação - Pontos ganhos
- 1.º Igarapava EC - 4 pontos (permanece), mas não ficou
- 2.º AA Saltense - 3 pontos (permanece), mas não ficou
- 3.º CA Bandeirantes - 1 ponto (rebaixado), ficou e foi substituído pelo São Carlos Clube
- 4.º CA Penapolense - 0 ponto (rebaixado), ficou e disputou

#### Amistosos do clube[120]
- 29 de maio de 1955 - Bandeirantes 3–4 São Bento de São Caetano do Sul[121][122][123]
- 12 de junho de 1955 - XV de Jaú (misto) 6–1 Bandeirantes (misto) (em Jaú)
- 19 de junho de 1955 - Bandeirantes 1–2 XV de Jaú[124]
- 29 de junho de 1955 - Bandeirantes 1–2 São Paulo (misto)[125]
- 3 de julho de 1955 - Bandeirantes 3–0 Rio Claro[126]
- 29 de janeiro de 1956 - Bandeirantes 0–3 AA São Bento (São Caetano do Sul)[127]
- 18 de março de 1956 - Bandeirantes 1–1 São Paulo FC (misto)[128][129][130][131][132]
- 31 de março de 1956 - Bandeirantes 0–5 Nacional do Uruguai[133][134][135]
  - Ficha do jogo: Gols: Gunther 30 e 35, Romerito 37 e 39 e Caraballo 38, todos do primeiro tempo.
  - Bandeirantes: Julinho; Cardoso e Turquinho; Marcis, Hélio e Zinho; Larry, Rui Denucci, Toninho, Diamante (Santana) e Raul (Valter).
  - Nacional-URU: Sosa; Santamaria (Di Fábio) e Leopardi Carballo; Carlos (Marechal), Brucezzi e Grolla; Mendez (Gunther), Messias (Chagas), Brienza, Caraballo e Romerito (Villamide).
- 8 de abril de 1956 - Catanduva EC 7–1 Bandeirantes (em Catanduva)[136]
- 10 de maio de 1956 - Rio Claro 2–3 Bandeirantes (em Rio Claro)
- 27 de maio de 1956 - Bandeirantes 1–3 Paulista de Jundiaí

- 15 de agosto de 1956 - Inter de Bebedouro 2–1 Bandeirantes[138]
- 30 de setembro de 1956 - Bandeirantes 3–2 São Bento de São Caetano do Sul[139][140]
- 15 de novembro de 1956 - Bandeirantes 3–4 Ferroviária
- 27 de janeiro de 1957 - Jaboticabal 1–0 Bandeirantes (em Jaboticabal)[141]
- 3 de fevereiro de 1957 - Bandeirantes 2–0 XV de Jaú (realizado no Estádio Luisão)[142]
- 24 de fevereiro de 1957 - Bandeirantes ?–? Batatais[143]
- 3 de março de 1957 - Bandeirantes 4–3 Ponte Preta[144]
- 14 de março de 1957 - Ferroviária 2–2 Bandeirantes (jogo treino em Araraquara)
- 24 de março de 1957 - Bandeirantes 4–2 América-SP[145]
- 28 de março de 1957 - Bandeirantes 1–3 Ferroviária (jogo treino)
- 31 de março de 1957 - Bandeirantes 1–2 Botafogo[146][147][148]
- 7 de abril de 1957 - Bandeirantes 3–5 Palmeiras (realizado no Estádio Paulista)[149][150][151][152]
- 14 de abril de 1957 - Bandeirantes 6–2 Canto do Rio[153]
- 18 de abril de 1957 - Bandeirantes 2–4 Ferroviária[154]
- 28 de abril de 1957 - Estrela da Bela Vista 4-2 Bandeirantes[155]
- 1º de maio de 1957 - Bandeirantes 4–3 Estrela da Bela Vista (comemorativo ao dia do trabalho)[156]
- 30 de maio de 1957 - Bandeirantes 2–5 Noroeste[157]
- 20 de junho de 1957 - Bandeirantes 1–3 XV de Jaú
- 24 de junho de 1957 - Ibaté FC ?–? Bandeirantes (misto) (amistoso comemorativo do aniversário de Ibaté)
- 7 de julho de 1957 - Bandeirantes 2–4 Portuguesa[158]
- 15 de agosto de 1957 - Bandeirantes 2–3 Taubaté[159]
- 22 de agosto de 1957 - Ferroviária 1–2 Bandeirantes (aniversário de 140 anos de Araraquara)[160][161]
- 6 de outubro de 1957 - Bandeirantes 1–5 Palmeiras (realizado no Estádio do Paulista)[162][163]
- 2 de novembro de 1957 - Bandeirantes ?–? CA Ituano[164]
- 4 de novembro de 1957 - Bandeirantes 3–0 Santos (aniversário de 100 anos de São Carlos)[165][166]
- 10 de novembro de 1957 - Jaboticabal Atlético ?–? Bandeirantes[167][168]
- 24 de novembro de 1957 - CA Ituano ?–? Bandeirantes (em Itu)[169]
- 1º de dezembro de 1957 - Bandeirantes 0–0 Corinthians (misto)[170][171]
- 26 de janeiro de 1958 - CA Ituano 6–1 Bandeirantes - Torneio Santos Dumont (em Itu)
- 16 de março de 1958 - Bandeirantes 3–5 XV de Jaú (realizado no Campo do Palmeirinha)
- 23 de março de 1958 - Comercial FC 5–0 Bandeirantes (em Ribeirão Preto)[172]
- 6 de abril de 1958 - Catanduva 6–2 Bandeirantes (em Catanduva)[173]
- 13 de abril de 1958 - Bandeirantes 1–3 Guarani[174]
- 20 ou 27 de abril de 1958 – Bandeirantes 2–2 Catanduva[175][176]
- 1 de maio de 1958 - Radium FC ?–? Bandeirantes (em Mococa)[177][178]
- 4 de maio de 1958 - Bandeirantes ?–? Radium FC
- 7 de maio de 1958 - EC Palmeirense 4–2 Bandeirantes (em Santa Cruz das Palmeiras)[179]
- 13 de julho de 1958 - Garça 1–2 Bandeirantes[180]
- 17 de agosto de 1958 - Bandeirantes ko–ko Corinthians - O Corinthians mandou um "mistão" para o jogo; por causa disso houve muita confusão entre diretores, torcedores e jogadores, proporcionando um quebra-quebra generalizado no Estádio do Paulista), o que fez com que não houvesse o jogo.[181]
- 24 de agosto de 1958 - Bandeirantes 2–2 Comercial FC (São Paulo)[181][182]
- 9 de agosto de 1959 - Batatais 4–1 Bandeirantes (em Batatais)
- 3 de abril de 1960 - A.D.Araraquara 6–2 Bandeirantes (em Araraquara)
- 24 de julho de 1960 - Bandeirantes 2–2 Portuguesa (gols da Portuguesa de: Valdo e Guilherme)
- 30 de outubro de 1960 - Bandeirantes 2–2 Inter de Limeira
- 4 de novembro de 1960 - Bandeirantes 0–3 São Paulo (aniversário de 103 anos de São Carlos)
- 6 de novembro de 1960 - Inter de Limeira 5–0 Bandeirantes (Vila Levy em Limeira)
- 19 de fevereiro de 1961 - Bandeirantes 0–0 Ferroviária
- 5 de março de 1961 - AA Ipiranga (Jundiaí) 1–2 Bandeirantes (em Jundiaí)
- 12 de março de 1961 - Bandeirantes 1–1 Inter de Limeira
- 9 de abril de 1961 - Bandeirantes 3–1 Jabaquara
- 30 de abril de 1961 - Inter de Limeira 3–0 Bandeirantes (Vila Levy em Limeira)
- 7 de maio de 1961 - Paulista 1–3 Bandeirantes (em Jundiaí)
- 15 de junho de 1961 - Ferroviária 4–1 Bandeirantes (em Araraquara)
- 5 de novembro de 1961 - Votuporanguense 1–0 Bandeirantes (em Votuporanga)
- 29 de novembro de 1961 - Bandeirantes 2–2 XV de Jaú
- 10 de janeiro de 1962 - Rio Claro 4–2 Bandeirantes (em Rio Claro)
- 4 de fevereiro de 1962 - Bandeirantes 1–1 Volkswagen Clube
- 1º de março de 1962 - Bandeirantes 3–4 Usina São João EC (Gazeta Esportiva)
- 11 de março de 1962 - Bandeirantes 2–0 Gran São João[183]
- 18 de março de 1962 - Bandeirantes 1–1 Inter de Limeira
- 1º de abril de 1962 - Bandeirantes 1–1 Palmeiras-SJBV
- 8 de abril de 1962 - Bandeirantes 4–0 XV de Jaú
- 18 de abril de 1962 - Bandeirantes 5–1 Rio Claro
- 25 de abril de 1962 - Rio Claro 2–8 Bandeirantes (em Rio Claro)
- 29 de abril de 1962 - Bandeirantes 3–0 Usina São João EC
- 6 de maio de 1962 - Gran São João 4–2 Bandeirantes (em Limeira)
- 22 de maio de 1962 - Jaboticabal 2–1 Bandeirantes (em Jaboticabal)
- 27 de maio de 1962 - Bandeirantes 1–2 Jaboticabal
- 8 de julho de 1962 - Bandeirantes 1–1 Velo Clube
- 17 de fevereiro de 1963 - Bandeirantes 2–2 Velo Clube
- 23 de junho de 1963 - Bandeirantes 1–1 Inter de Limeira
- 7 de julho de 1963 - Bandeirantes 0–0 Paulista
- 28 de julho de 1963 - Bandeirantes 2–0 Cerâmica Clube
- 11 de agosto de 1963 - Bandeirantes 3–3 Palmeiras-SJBV
- 26 de janeiro de 1964 - Rio Claro 4–2 Bandeirantes (em Rio Claro)

## Desempenho em competições
Campeonatos profissionais
| Ano   | Competição                         | Desempenho            | Colocação       | J  | V  | E | D  | GP | GC | SG  | AP    |
| 1956  | Paulista Segunda Divisão           | Primeira fase         | 3.º no grupo    | 14 | 5  | 4 | 5  | 24 | 27 | -3  | 50%   |
| 1956  | I Torneio Santos Dumont            | Primeira fase         | 6.º no grupo    | 12 | 2  | 5 | 5  | 18 | 27 | -9  |       |
| 1957  | Paulista Segunda Divisão           | Primeira fase         | 4.º no grupo    | 22 | 10 | 4 | 8  | 42 | 39 | 3   | 54,5% |
| 1957  | II Torneio Santos Dumont           | Primeira fase         | 5.º no grupo    | 10 | 3  | 2 | 5  | 18 | 27 | -9  | 40%   |
| 1958  | Paulista Segunda Divisão           | Primeira fase         | 8.º no grupo    | 16 | 2  | 2 | 12 |    |    |     |       |
| 1959  | Paulista Segunda Divisão           | Primeira fase Renegad | 5.º no grupo    | 16 | 7  | 2 | 7  | 25 | 49 | -24 | 50%   |
| 1960  | Paulista Terceira Divisão          | Primeira fase         | 6.º no grupo    | 16 | 5  | 5 | 6  | 22 | 23 | -1  |       |
| 1961  | Torneio da Amizade                 | Não terminado         |                 | 10 | 5  | 1 | 4  | 14 | 12 | 2   |       |
| 1961  | Paulista Terceira Divisão          | Segunda fase          |                 |    |    |   |    |    |    |     |       |
| 1962  | Taça Estado de São Paulo           | Primeira fase         | Desclassificado | 2  | 0  | 0 | 2  | 4  | 5  | -1  | 0%    |
| 1962  | Paulista Terceira Divisão          | Primeira fase         |                 |    |    |   |    |    |    |     |       |
| 1963  | Paulista Terceira Divisão          | Primeira fase         |                 |    |    |   |    |    |    |     |       |
| 1964  | Paulista Terceira Divisão          | Primeira fase         | 11.º no grupo   |    |    |   |    |    |    |     |       |
| 1964  | Paulista Terceira Divisão (rebôlo) | Rebaixado Permaneceu  |                 |    |    |   |    |    |    |     |       |
| Total |                                    |                       |                 | '  | '  | ' | '  | '  | '  | '   | '     |